# Мондрепюи
Мондрепюи́ (фр. Mondrepuis) — коммуна во Франции, находится в регионе Пикардия. Департамент коммуны — Эна. Входит в состав кантона Ирсон. Округ коммуны — Вервен.
Код INSEE коммуны — 02495.

## Население
Население коммуны на 2010 год составляло 1008 человек.
| 1962 | 1968 | 1975 | 1982 | 1990 | 1999 | 2010 |
| ---- | ---- | ---- | ---- | ---- | ---- | ---- |
| 1120 | 1121 | 1005 | 972  | 1006 | 941  | 1008 |

## Экономика
В 2010 году среди 645 человек трудоспособного возраста (15—64 лет) 468 были экономически активными, 177 — неактивными (показатель активности — 72,6 %, в 1999 году было 68,2 %). Из 468 активных жителей работали 397 человек (220 мужчин и 177 женщин), безработных было 71 (31 мужчина и 40 женщин). Среди 177 неактивных 45 человек были учениками или студентами, 57 — пенсионерами, 75 были неактивными по другим причинам.